# قازار تر-قازاریان
قازار تر-قازاریان (ارمنی: Ղազար Գրիգորի Տեր-Ղազարյան؛ انگلیسی: Ghazar Ter-Ghazarian؛ زاده ۱۸۷۴ - درگذشته ۱۲ اوت ۱۹۵۸) شیمی‌دان و استاد دانشگاه  (۱۹۳۵) اهل ارمنستان بود.

## زندگی‌نامه
وی در ۱۸۷۴ در شوشی به دنیا آمد و در سال ۱۹۰۶ از دانشگاه ژنو ۱۹۰۴ و در سال ۱۹۳۴ از دانشگاه دولتی ایروان فارغ‌التحصیل شد؛  وی پدر آکادمیسین، ادگار تر-قازاریان بود. وی از سال ۱۹۰۶ ریاست آزمایشگاه شیمی-فیزیک دانشگاه ژنو را برعهده داشت  وی در ۱۹۵۸ در سن ۸۴ سالگی در ایروان درگذشت.

## یادداشت
1. ↑  ֆիզիկամաթեմատիկական գիտությունների դոկտոր
2. ↑  E. Ghazarian